# Gołąbek różowoczerwony
Gołąbek różowoczerwony (Russula emeticolor Jul. Schäff.) – gatunek grzybów należący do rodziny gołąbkowatych (Russulaceae).

## Systematyka i nazewnictwo
Pozycja w klasyfikacji według Index Fungorum: Russula, Russulaceae, Russulales, Incertae sedis, Agaricomycetes, Agaricomycotina, Basidiomycota, Fungi.
Po raz pierwszy opisał go w 1937 r. Julius Schäffer i nadana przez niego nazwa naukowa jest ważna. Brak typu nomenklatorycznego. Synonimy:
- Russula emeticicolor f. purpureoatra Romagn. ex Bon 1986
- Russula lilacea f. purpureoatra Romagn. 1962

Polską nazwę podała Alina Skirgiełło w 1991 r.

## Morfologia
Kapelusz
Średnica 1,5– 5 cm, za młodu twardy, półkulisty, potem rozpostarty, często bardzo nieregularny w kształcie, pagórkowaty, bardzo mięsisty w środku. Brzeg mniej lub bardziej klapowany, zakrzywiony, gładki, potem krótko prążkowany lub grudkowaty. Powierzchnia jasnoczerwona do purpurowoczerwonj, jasnoróżowej lub różowej, ze środkiem zwykle kremowym lub różowokremowym, u młodych okazów czasami ciemniejsza niż w zewnętrznych częściach, z nieregularnymi plamami lub w smugami. Skórka daje się oddzielić na 1/3 do 1/2 średnicy, czasem nawet całkowicie, jest sucha, nielepka, nawet lekko wilgotna, wystająca poza brzeg blaszek, pokryta drobnym, białawym nalotem, rozłożonym mniej lub bardziej regularnie od brzegu do środka, w postaci nieregularnych kępek, często bardzo rzucających się w oczy, co nadaje jej punktowany lub brodawkowaty wygląd (między płatkami brzeżnymi często można zaobserwować skupiska białego nalotu).
Blaszki
Grube, mniej lub średnio gęste do rzadkich, z kilkoma blaszeczkami i licznymi zespoleniami i rozwidleniami, zaokrąglone na brzegach, proste lub lekko zaokrąglone, przyrośnięte, z jednym ząbkiem lub wcięte na trzonie, o szerokości 4–6 mm kremowobiałe, z jasnym lub lekko brudnym odcieniem(ledwie szarawym). Krawędzie szarzejące, silnie przeplatane żyłkami.
Trzon
Wysokość 1–4 cm, grubość 0,5–2,5 cm, dość krótki, cylindryczny, grubościenny, nieco watowaty dołem lub pełny z jedną lub z dwiema komorami, za młodu twardy, potem miękki. Powierzchnia biała, czasami z czerwoną plamką u nasady, dość silnie szarzejący lub brązowiejący, punktowo-łuszcząca się aż do nasady, długo i drobno żebrowato-siateczkowata.
Miąższ
Biały, u młodych okazów twardy, potem staje się miękki i kruchy, w kapeluszu szarokremowy, w trzonie brązowoszary i brązowiejący w rdzeniu. Ma słaby, niecharakterystyczny zapach i słodki smak. Z gwajakolem reaguje bardzo słabo, z sulfowaniliną nie reaguje lub reaguje słabo (barwa żółtawa, następnie blado fioletoworóżowa do ledwo różowej).
Cechy mikroskopowe
Podstawki 38–42 × 9–10 µm. Zarodniki 6,7–8 × 5,7–6,5 µm, silnie kolczaste, jamkowate, niekiedy miejscowo połączone, z kolcami osiągającymi 1 × 0,62 µm, stożkowatymi, niezbyt ostrymi, dość liczne, niekiedy niecałkowicie amyloidalne, z towarzyszącymi nielicznymi małymi brodawkami 1,5 × 1 µm, z nieregularnym hilum mierzącym np. 3 µm, wyraźnie amyloidalnym. Epikutis ze strzępkami prymordialnymi o końcach tępych lub lekko zwężonych, niektóre jednak z krótkim lub lekko maczugowatym wyrostkiem wierzchołkowym, nie reagujące na sulfowanilinę.

## Występowanie i siedlisko
Podano stanowiska tylko w niektórych krajach Europy. W Polsce do 2003 roku jedno stanowisko, w późniejszych latach podano następne. Znajduje się na liście gatunków zagrożonych i wartych objęcia ochroną.
Naziemny grzyb mykoryzowy. Występuje w lasach liściastych, na ciężkiej glebie, pod bukami, grabami.